# Брін-Наволок
Брін-Наволок (рос. Брин-Наволок) — місто на півночі Росії, розташоване в Архангельській області. Це тезка волості Брін-Наволок, а також її адміністративно-географічний центр.

## Географія
Брин-Наволок розташований на західному березі Двінської затоки, близько 130 км на південний схід від Архангельська і 1125 км на північний схід від Москви. Найближчий населений пункт 34 км від села Ємецьк та 28 км від найближчої залізничної станції Холмогори.
Місто займає загальну площу 19 квадратних кілометрів. 
Брінь-Наволок - вихідна точка траси Р1, яка починається на перехресті федеральної траси М8, проходить через Кенозерський національний парк і закінчується в селі Прокшино. 

## Часовий пояс
Брін-Наволок, як і вся Архангельська область, курсує за московським поясним часом (MSK/MSD).

## Екологія
Згідно з офіційною статистикою, частота деяких захворювань, таких як рак щитоподібної залози, вище, ніж у багатьох інших містах Росії.

## Клімат
Клімат Брін-Наволока крайній Півночі.
Клімат помірний, морський, з довгою помірно холодною зимою та коротким прохолодним літом. Він утворюється під впливом північних морів і переносить повітряними масами з Атлантикою в невеликих кількостях сонячну радіацію. Середня температура січня -12,8° C; у липні – 16,3 °C. Річна кількість опадів становить 607 опадів мм. Середньорічна температура 1,3 °C.
| Клімат Брін-Наволок   | Клімат Брін-Наволок | Клімат Брін-Наволок | Клімат Брін-Наволок | Клімат Брін-Наволок | Клімат Брін-Наволок | Клімат Брін-Наволок | Клімат Брін-Наволок | Клімат Брін-Наволок | Клімат Брін-Наволок | Клімат Брін-Наволок | Клімат Брін-Наволок | Клімат Брін-Наволок | Клімат Брін-Наволок |
| Показник              | Січ.                | Лют.                | Бер.                | Квіт.               | Трав.               | Черв.               | Лип.                | Серп.               | Вер.                | Жовт.               | Лист.               | Груд.               | Рік                 |
| Середній максимум, °C | −12,7               | −11,4               | −5,5                | 0,4                 | 6,9                 | 13                  | 16,3                | 13,1                | 8,2                 | 2,3                 | 5,1                 | −9,7                | 2,17                |
| Середній мінімум, °C  | −16,5               | −15,2               | −9,4                | −3,9                | 2,2                 | 7,7                 | 11,3                | 8,9                 | 5,1                 | 0,1                 | −7,7                | −13,4               | −2,57               |
| Днів з дощем          | 27                  | 24                  | 23                  | 18                  | 19                  | 18                  | 18                  | 20                  | 21                  | 26                  | 28                  | 29                  | 271                 |
| Вологість повітря, %  | 85                  | 84                  | 80                  | 72                  | 68                  | 69                  | 75                  | 75                  | 81                  | 85                  | 88                  | 89                  |                     |
| --------------------- | ------------------- | ------------------- | ------------------- | ------------------- | ------------------- | ------------------- | ------------------- | ------------------- | ------------------- | ------------------- | ------------------- | ------------------- | ------------------- |

## Міста-побратими
- Троно, Швеція (27 жовтня 2004)